# Галијани (Кјети)
Галијани (итал. Galliani) је насеље у Италији у округу Кјети, региону Абруцо.
Према процени из 2011. у насељу је живело 86 становника. Насеље се налази на надморској висини од 95 м.